# بيتر سكوت (متزحلق جبال الألب)
بيتر سكوت (بالإنجليزية: Peter Scott)‏ هو متزحلق جبال الألب جنوب أفريقي، ولد في 27 نوفمبر 1990 في كيب تاون في جنوب أفريقيا.

## وصلات خارجية
- بيتر سكوت على موقع الاتحاد الدولي للتزلج (التزلج على المنحدرات الثلجية) (الإنجليزية)
- بيتر سكوت على موقع أوليمبيديا (الإنجليزية)